# Сказка о Звёздном мальчике
«Сказка о Звёздном мальчике» — советский двухсерийный телевизионный фильм-сказка по мотивам произведений Оскара Уайльда. Как и более ранний фильм «Звёздный мальчик» (1958), «Сказка о Звёздном мальчике» снята по мотивам двух сказок из сборника Уайльда «Гранатовый домик»: «Мальчик-звезда» (1891) и «День рождения Инфанты» (1888). Однако в сюжет, в отличие от первой экранизации, внесены более значительные изменения: в частности, добавлены научно-фантастические элементы и полностью исключена магия.

## Сюжет
Инопланетяне из далёкого созвездия, давно живущие рациональной жизнью и «освободившие» себя от чувств и эмоций, испытывают странное влияние неизвестной энергии. Этой энергией оказывается свет любви, исходящий от егеря с планеты Земля, наблюдающего за созвездием. Принимается решение послать на Землю ребёнка «последней модели» — будущего человека с холодным сердцем, ведь даже один такой человек может существенно ослабить излучение, тревожащее жителей мира без чувств.
Но, как оказалось, любовь матери мальчика к её сыну не угасла окончательно, и она отправляется вслед за ним на Землю. В этот момент егерь, всё ещё наблюдающий за небом, видит, как оттуда падает звезда, и на месте её падения находит мальчика и берёт к себе на воспитание.
Проходит 10 лет. Мать Звёздного мальчика, скитаясь в бесплодных поисках, превращается в нищенку. За это время мальчик вырастает очень красивым и способным, но чересчур самоуверенным и эгоистичным. Его называют Звездой, но вовсе не по происхождению, о котором долгое время никто не знает, кроме егеря и его друга, а из-за сияния его талантов и, конечно, удивительной красоты. Однажды гадалка прямо говорит ему, что он родился под другим солнцем и что мать ищет его.
Наконец, встретившись с матерью и увидев, что она — оборванная нищенка, Звезда отвергает её, а затем уходит из деревни, где вырос, чтобы найти свою настоящую мать. Однако тяготы пути, а более всего, новый друг Звезды — весёлый карлик — и история его жизни без матери, в лесу, вдали от людей, заставляют Звёздного мальчика по-новому взглянуть на то, что он совершил, раскаяться в своём поступке и теперь уже искать пусть нищенку, но именно ту, что искала его и приходила за ним.
В конце концов Звёздный мальчик отвергает красоту Инфанты ради своего неказистого друга, находит мать и даже готов пожертвовать собой, чтобы защитить её. Справедливый король, узнав о плохом поведении своей дочери, вмешивается в происходящее. Он приговаривает дочку к порке розгами, назначая ей 25 ударов, чтобы дать ей побывать на месте тех, кого унижала она. Инопланетяне, наблюдавшие за всем, что происходит со Звездой, уже настолько проникнуты живыми настоящими чувствами, что искренне плачут и радуются счастливому финалу.

## В ролях
- Павел Чернышёв — Звёздный мальчик
- Лариса Пономаренко — Инфанта
- Иван Пчёлкин — мальчик-карлик
- Игорь Сысоев — мальчик-художник
- Ангелина Полянчукова — Эля, девочка из села (в титрах как «Ангелина Поленчукова»)
- Дмитрий Волков — мальчик
- Иван Мацкевич — егерь, нашедший Звёздного мальчика
- Гражина Байкштите — мать Звёздного мальчика
- Ростислав Янковский — хозяин созвездия
- Михаил Петров — друг егеря
- Матлюба Алимова — цыганка / ясновидящая созвездия
- Борис Плотников — психолог созвездия
- Владимир Шелестов — учёный созвездия
- Виктор Шевелевич — великий инквизитор
- Валентина Смирнова — камергерша Инфанты

## Съёмочная группа
- Автор сценария: Инна Веткина
- Режиссёр: Леонид Нечаев
- Главный оператор: Владимир Калашников
- Художник: Леонид Ершов
- Композитор: Алексей Рыбников
- Текст песен: Уильям Блейк, Юрий Энтин. Исполняет ансамбль «Гистрионы».

## Критика
Киновед М. Костюкович характеризует телевизионную адаптацию Нечаевым и Веткиной сказок Уайльда как «художественный перевод, в котором переводчик не уступает автору талантом, а часто превосходит его». Она отмечает, что фильм стал первым в нескольких отношениях — это первая белорусская кинолента, действие которой развивается в том числе за пределами Земли, а также первая (и единственная) картина Нечаева, в которой герои не поют (две песни, исполняемые ближе к её началу, звучат на фоне). По словам критика, «столько тишины и неба прежде не было в фильмах Леонида Нечаева — и больше не будет».
Костюкович также полагает, что «Сказка о Звёздном мальчике» — первая, где главный персонаж переходит «черту, которой в советской детской культуре разделены положительные и отрицательные герои»: он переживает нравственную эволюцию, в начале которой выглядит, как отличающийся от окружающих «плохой мальчик». Даже на этом этапе, однако, вопреки стереотипам советского кино, авторы не клеймят позором, а, напротив, поддерживают и помогают.
Костюкович указывает на скрытый евангельский подтекст сюжета: его главный герой послан на Землю с задачей изменить судьбу человечества, и ему, попавшему в горную деревню накануне Рождества, несут дары на фоне песни о рождественском духе и семейном счастье. Однако сама его задача противоположна истории Христа — инопланетный младенец должен остановить поток энергии любви, смущающей жителей его родного созвездия. Его главная черта в первые годы жизни — равнодушие, а злобное высокомерие и презрение к окружающим пробудят в нём позже рассказом о его необыкновенном происхождении. Начало его пути — бегство от разочарования: наконец-то пришедшая к нему мать оказывается не блестящей дамой, а нищенкой. На этом этапе он испытывает только чувство жалости к себе — жалеть других он научится в пути, где, в трактовке Костюкович, он встречает двух своих «двойников». Один из них — двойник по духу: совершенная и бездушная инфанта. Второй — зеркало-«эхо», столкновение с которым едва не заканчивается смертью для его спутника-карлика. Познание милосердия для Звезды начинается со лжи во спасение, когда он не открывает маленькому спутнику истинного значения слова «карлик», а в конце этого пути авторы дают ему возможность спасти мать.